# Woodstock (New Hampshire)
Woodstock – miasto w Stanach Zjednoczonych, w stanie New Hampshire, w hrabstwie Grafton.